# Allen O. Gamble
Pour les articles homonymes, voir Gamble.
Allen Owen Gamble (né le 8 février 1910 en Corée et mort le 24 avril 2001 à Sandy Spring dans le Maryland) est un physiologiste américain ayant notamment travaillé pour la National Aeronautics and Space Administration (NASA).

## Biographie
Allen O. Gamble naît en 1910 en Corée, où ses parents sont missionnaires méthodistes. Il fait ses études supérieures à l'université Duke où il obtient son diplôme en 1931, puis au Birmingham Southern College où il obtient un master of arts en 1934. Pendant la Seconde Guerre mondiale, il sert dans la marine. Après la guerre, il rejoint le National Advisory Committee for Aeronautics (NACA) et soutient une thèse de doctorat intitulée An analytical study of the nature of research work in physical science à l'université de Californie à Berkeley en 1949.
À la National Advisory Committee for Aeronautics (NACA) puis à l'agence gouvernementale lui succédant, la National Aeronautics and Space Administration (NASA), en tant que directeur associé du personnel pour la main-d'œuvre, il a supervisé l'expansion de cette agence gouvernementale de 8 000 collaborateurs à la fin des années 1950 à 40 000 au début des années 1960. Son parcours à la NACA/NASA sera entrecoupé d'une période à la Fondation nationale pour la science.
Il a également participé à la sélection des Mercury Seven, le premier groupe d'astronautes de la NASA.
Il meurt le 24 avril 2001 à 91 ans, dans une maison de santé de Sandy Spring, dans le Maryland.